# تیگران واردانیان
تیگران واردانیان (انگلیسی: Tigran Vardanjan؛ زادهٔ ۲۶ مارس ۱۹۸۹) یک اسکیت باز نمایشی ارمنی‌تبار اهل مجارستان است.